# یسوگای ۸۲۵۱
سیارک ۸۲۵۱ (به انگلیسی: 8251 Isogai، نامگذاری:1980VA) هشت هزار و دویست و پنجاه و یکمین سیارک کشف شده‌است که در ۸ نوامبر ۱۹۸۰ کشف شد.
قدر مطلق سیارک برابر ۱۵٫۱۰ است.